# Indicatifs régionaux 705 et 249
Les indicatifs régionaux 705 et 249 servent le nord-est et le centre de l’Ontario, au Canada. 
Tout l'Ontario était initialement en région 613, sauf la région Golden Horseshoe, qui inclut la ville de Toronto (région 416). La région 519 a été établie en 1953 pour servir le sud-ouest de l'Ontario. 
La région 705 a été établie en 1957 comme plan de scission de la région 613 et une petite portion de la région 519. La région 705 comprenait presque tout l'Ontario au nord et ouest de la région Golden Horseshoe; seul l'est ontarien (au-delà du parc provincial Algonquin) restait au 613. 
En 1962, un autre plan de scission a déplacé le nord-ouest de l'Ontario de 705 en région 807 pour faciliter le routage des appels arrivant du Manitoba et l'Ouest canadien par les centrales téléphoniques peu sophistiqués de l'époque.
Le 19 mars 2011, l'indicatif 249 était ajouté en plan de chevauchement d'indicatif régional, ce qui a brisé tout appel local à sept chiffres. Le Consortium d'administration du plan de numérotation canadien a considéré l'utilisation de l'indicatif 807 pour le plan de chevauchement (en effet, défaisant la scission de la région en 705/807 en 1962) mais a décidé qu'il aurait créé la confusion.
Les compagnies de téléphone titulaires de la région 705 sont Bell Canada, NorthernTel, Ontera, EastLink et quelques gouvernements municipaux.

## Centres tarifaires
- Alliston (249)-221, (705)- 250, 391, 415, 434, 435, 440, 502, 530, 890
- Angus (705) - 230, 423, 424, 516
- Bala (705) - 762
- Barrie (249) -251 595 877 888  (705) - 220, 229, 241, 252, 279, 300, 302, 305, 309, 315, 321, 331, 333, 393, 401, 408, 417, 481, 500, 503, 623, 627, 712, 715, 716, 717, 718, 719, 720, 721, 722, 725, 726, 727, 728, 730, 733, 734, 735, 737, 739, 770, 780, 790, 791, 792, 794, 795, 796, 797, 798, 812, 814, 816, 817, 818, 828, 881, 896, 903, 915, 970, 984, 985, 986, 993, 999
- Baysville (705) - 767
- Beaverton (705) - 217 426 504
- Blind River (705) - 356 576
- Bobcaygeon (705) - 213, 392, 731, 738
- Bonfield (705) - 776
- Bracebridge (249) -218, (705) - 204, 205, 394, 637, 640, 641, 644, 645, 646, 706, 708, 801, 952
- Brechin (705) - 484, 505, 714
- Bruce Mines (705) - 785
- Burk's Falls (705) - 382
- Buckhorn (705) - 657 659
- Callander (705) - 712, 713, 752
- Campbellford (705) - 202, 395, 409, 632, 653, 661, 947
- Chapleau (705) - 600 864 902 904
- Cobalt (705) - 679
- Cochrane (705) - 271, 272
- Collingwood (249)- 225, (705) - 293, 351, 416, 441, 442, 443, 444, 445, 446, 467, 532, 539, 606, 607, 888, 994
- Cookstown (705) - 458, 916
- Creemore (705) - 466
- Desbarats (705) - 782
- Dorset (705) - 766
- Dunsford (705) - 793
- Dwight (705) - 635
- Echo Bay (705) - 248
- Elliot Lake (705) - 261, 461, 578, 827, 847, 848, 849
- Elmvale (705) - 322
- Englehart (705) - 544
- Espanola (249)-217 999, (705) - 480, 501, 583, 601, 862, 863, 869, 936
- Fenelon Falls (249)-998, (705) - 215, 886, 887
- Goulais River (705) -  649
- Gravenhurst (705) - 687, 703
- Greater Sudbury - voir Sudbury
- Haliburton (249)- 993 (705) - 286, 306, 447, 448, 488, 489, 455, 457, 754, 854, 935
- Hearst (705) - 207, 208, 209, 211, 219, 222, 280, 396, 397, 404, 419
- Hastings (705) - 609 696 697 922
- Hearst (705) - 362, 372, 960
- Honey Harbour (705) - 756 906
- Huntsville (249)-700 704 995, (705) - 224, 349, 380, 388, 535, 571, 704, 783, 784, 787, 788, 789, 825, 909, 990
- Innisfil (705) 290, 291, 294, 431, 436, 456, 458, 615, 905 775, 778
- Iroquois Falls (705) - 232, 258
- Iron Bridge (705) - 509 843
- Kapuskasing (249)-994, (705)- 319, 332, 335, 337, 347, 371, 557, 577
- Kirkfield (705) - 438
- Kirkland Lake (249)-992, (705) - 462, 469, 567, 568, 642, 962
- Lakefield (705) - 651, 652
- Latchford (705) - 676
- Lefroy (705) - 456
- Lindsay (705) - 212, 307, 308, 320, 324, 328, 340, 341, 344, 464, 701, 821, 878, 879, 880, 928, 934, 982
- Little Britain (705) - 786
- Little Current (249)-997, (705)- 368, 370, 398, 603, 968
- Massey (705) - 602, 865
- Mattawa (249)-996, (705)- 200, 218, 744
- Midland (249)-301, (705) - 209, 245, 427, 433, 526, 527, 528, 529, 540, 543, 937, 956
- Moose Factory (705) - 658
- Moosonee (705) - 336 912
- North Bay (249) - 352, 358, (705) - 223, 303, 316, 358, 402, 471, 472, 473, 474, 475, 476, 477, 478, 482, 490, 491, 492, 493, 494, 495, 496, 497, 498, 499, 667, 707, 758, 825, 839, 840, 845, 978, 980, 995
- Orillia (705) - 238, 242, 259, 298, 323, 325, 326, 327, 329, 330, 345, 350, 413, 418, 558, 619, 826, 955
- Oro (705) - 835, 487
- Parry Sound (249)-219, 988, (705) - 203, 346, 378, 746, 751, 771, 773, 774, 901, 938, 996
- Pefferlaw (705) - 318, 437, 513
- Penetanguishene (705) - 549, 614
- Peterborough (249)-357, (705) - 201, 243, 270, 292, 295, 296, 304, 312, 313, 400, 403, 486, 536, 559, 612, 616, 639, 651, 652, 654, 655, 656, 657, 659, 660, 700, 740, 741, 742, 743, 745, 748, 749, 750, 755, 760, 761, 768, 772, 775, 799, 802, 808, 813, 837, 838, 868, 872, 874, 875, 876, 877, 891, 917, 926, 927, 930, 931, 932, 933, 939, 940, 944, 954, 957, 974, 977, 979, 991
- Port Carling (705) - 765
- Port McNicoll/Victoria Harbour (705) - 534
- Powassan (705) - 724
- Rosseau (249)- 222, (705)- 732
- Sables-Spanish Rivers (Massey) (705) - 865
- Sault Sainte-Marie (249)-252, (705) - 206, 251, 253, 254, 255, 256, 257, 260, 297, 420, 450, 541, 542, 574, 575, 759, 777, 779, 908, 910, 941, 942, 943, 945, 946, 949, 963, 971,  975, 987, 989, 992, 998
- Searchmont (705) - 781
- Sebright (705) - 833
- Severn Bridge (705) - 689
- Smooth Rock Falls (705) - 314, 338
- South River (705) - 386
- Spanish (705) - 844
- St. Joseph Island (705) - 246
- Stayner (249) - 220, (705) - 428, 430, 517
- Stroud (705) - 431, 436, 615
- Sturgeon Falls (705) - 452 753
- Sudbury  (249)- 266 269 350, 377, 878, (705) - 207, 222, 244, 280, 379, 396, 397, 404, 419, 421, 442, 449, 451, 453, 459, 470, 479, 483, 485, 507, 512, 521, 522, 523, 524, 525, 546, 547, 550, 551, 552, 553, 554, 556, 560, 561, 562, 564, 566, 585, 586, 587, 588, 589, 590, 591, 592, 593, 595, 596, 597, 598, 599, 618, 621, 626, 662, 664, 665, 669, 670, 671, 673, 674, 675, 677, 682, 688, 690, 691, 692, 693, 694, 695, 698, 699, 805, 806, 815, 820, 822, 823, 824, 825, 829, 830, 831, 832, 836, 853, 855, 858, 866, 867, 885, 897, 898, 899, 918, 919, 920, 921, 923, 929, 966, 967, 969, 983, 988
- Sundridge (705) - 384
- Timmins (249) - 351, (705) - 221, 225, 235, 240, 262, 264, 265, 266, 267, 268, 269, 274, 288, 360, 363, 365, 399, 406, 412, 465, 531, 579, 620, 625, 709, 951
- Temagami (705) - 569
- Temiskaming Shores (249)-991, (705) - 407, 425, 469, 570, 572, 622, 628, 629, 630, 631, 647, 648, 672, 680, 948
- Trout Creek (705) - 723
- Udora (705) - 228 317
- Wasaga Beach (705)-352 422 429 617
- Wawa (249)-268,  (705) -414 804 856 914